# Ceropegia linearis
Ceropegia linearis är en oleanderväxtart. Ceropegia linearis ingår i släktet Ceropegia och familjen oleanderväxter.

## Underarter
Arten delas in i följande underarter:
- C. l. debilis
- C. l. linearis
- C. l. tenuis
- C. l. woodii